# Khaled El-Amin
Khaled El-Amin – noto come Bebo – (Suez, 6 ottobre 1976) è un ex calciatore egiziano, di ruolo attaccante.